# Xyris gracilis
Xyris gracilis är en gräsväxtart som beskrevs av Robert Brown. Xyris gracilis ingår i släktet Xyris och familjen Xyridaceae. Inga underarter finns listade i Catalogue of Life.